# Palpita hexcornutialis
Palpita hexcornutialis là một loài bướm đêm trong họ Crambidae.